# یحیی‌خان مشاورالوزاره
یحیی‌خان مشاورالوزاره دولت‌مرد دوران قاجار و پهلوی بود.
یحیی خان پسر میرزا محمودخان مشاورالملک بود. در دارالفنون تحصیل کرد. مدتی در اداره پستخانه مشغول به کار بود. در سال ۱۳۱۷ قمری و در هنگامی که پدرش در بغداد کارگزار بود، مامور کربلا شد. در سال ۱۳۲۰ قمری از طرف دولت مامور انتقال ضریح نقره‌ای شد که امین‌السلطنه برای ائمه مدفون در بقیع تدارک دیده بود. در دوره‌ای که گمرک ایران توسط بلژیکی‌ها اداره می‌شد، در غرب ایران و کردستان ماموریت‌هایی داشت. در سال ۱۳۲۶ قمری در خراسان ماموریت یافت و به دلیل عملکرد مناسب از سوی مردم به عنوان شهردار (رئیس بلدیه) مشهد انتخاب گردید. در سال ۱۳۲۹ قمری که مقارن با دوره تعطیلی مجلس شورای ملی بود، به تهران آمد و در اداره خزانه به فعالیت پرداخت. در این زمان ماموریت‌هایی در اطراف تهران، از جمله شهریار، زرند و ساوه به او محول می‌شد. در سال ۱۳۳۵ قمری مامور امور مالیه کردستان شد.
دخترش شمس‌الملوک با محمدحسن میرزا ولیعهد احمدشاه ازدواج کرد و صاحب پسری به نام رکن‌الدین میرزا شد.
مشاورالوزاره به زبان فرانسه تسلط داشت.